# Apocalisse (Dürer)
L'Apocalisse  è una serie di quindici xilografie di Albrecht Dürer, databile al 1496-1498 circa e conservata, tra le migliori copie esistenti, nella Staatliche Kunsthalle di Karlsruhe.

## Storia
Stabilitosi a Norimberga, l'artista iniziò a dedicarsi in modo esclusivo alle incisioni, che potevano garantirgli buoni guadagni rispetto alla pittura. Verso il 1496 iniziò a pensare ad un ambizioso progetto, per molti versi innovativo, preparando un'edizione illustrata dell'Apocalisse di Giovanni, che apparve nel 1498 in due edizioni, una in latino e l'altra in tedesco. Il tema era particolarmente d'attualità allo scadere del secolo, con le paure millenaristiche che si registravano. Una seconda edizione apparve nel 1511.
Della stampa si occupò lo stesso Dürer, utilizzando dei caratteri messigli a disposizione dal suo padrino Anton Koberger. Si potrebbe anzi ipotizzare che fosse stato lo stesso Koberger a ispirargli questa iniziativa, poiché Dürer utilizzò come riferimento le illustrazioni della nona Bibbia tedesca, stampate per la prima volta a Colonia nel 1482, pubblicate poi da Koberger nel 1483.
L'opera era il primo libro che veniva progettato e pubblicato per iniziativa personale di un artista, che ne disegnò le illustrazioni, ne incise le xilografie e ne fu anche l'editore. Inoltre la tipologia con le illustrazioni a piena pagina, sul recto, seguite dal testo sul verso rappresentavano un sorta di doppia versione, in parole e in immagini del medesimo racconto, senza che il lettore dovesse comparare ciascuna illustrazione col passo corrispondente.
Con sorprendente velocità l'Apocalisse (e con essa il nome Albrecht Dürer) si diffuse in tutti i paesi d'Europa e procurò al suo autore il primo grande successo. Copiate innumerevoli volte, in incisione, pitture o arazzi, la loro influenza si allargò fino anche alla Russia o il Monte Athos.

## Galleria d'immagini

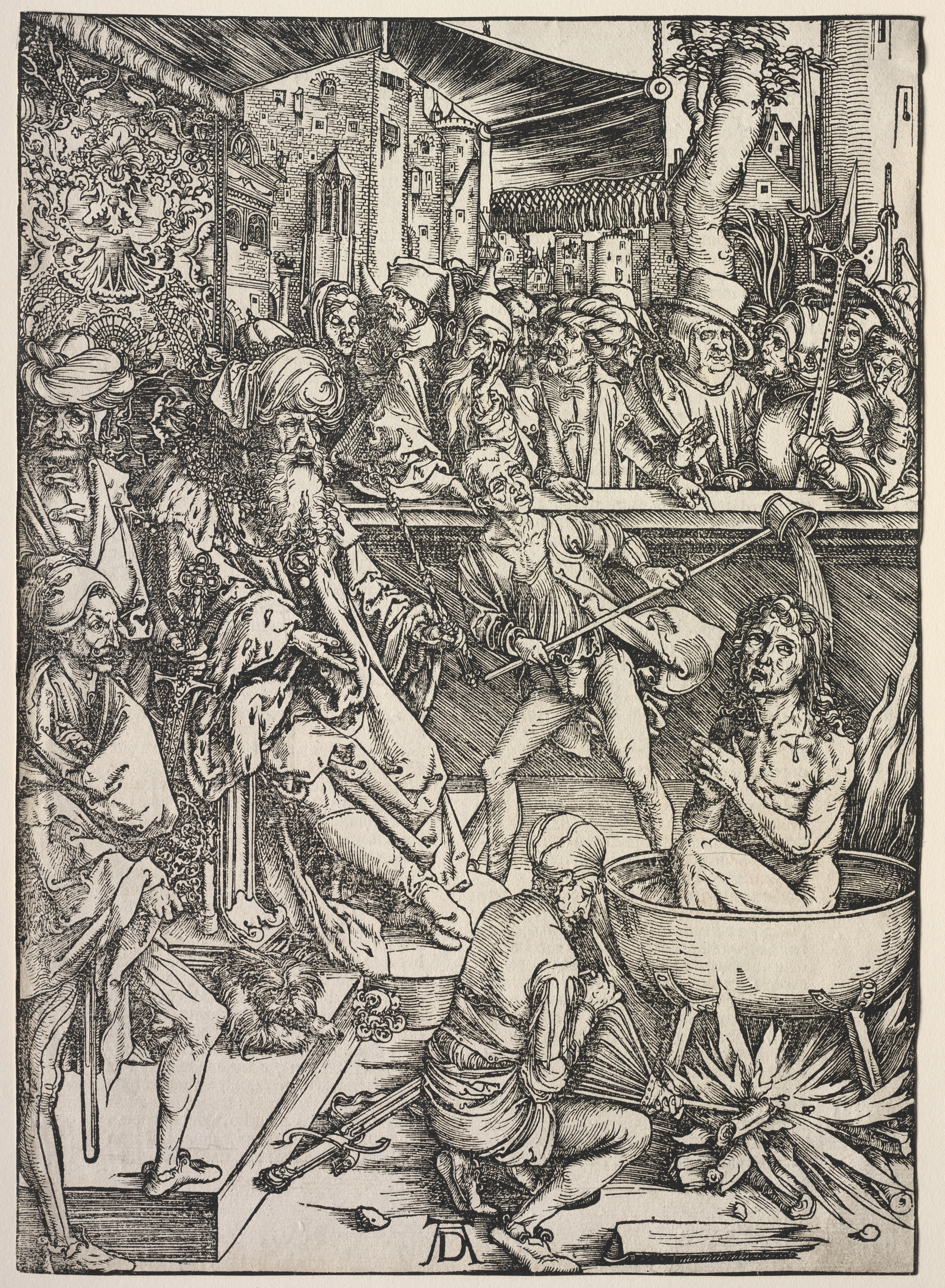
Martirio di san Giovanni
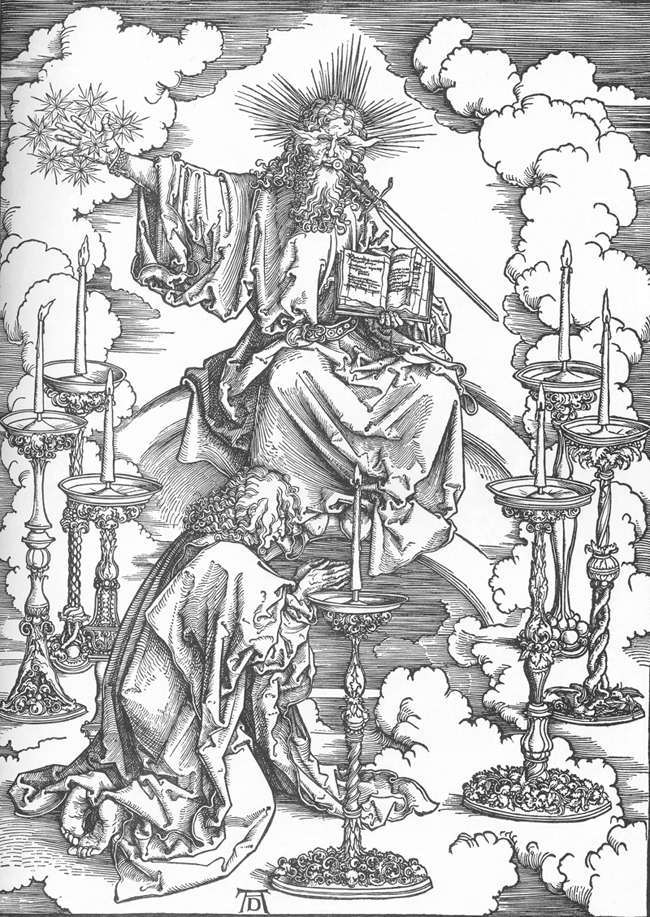
Visione di Cristo e dei sette candelabri
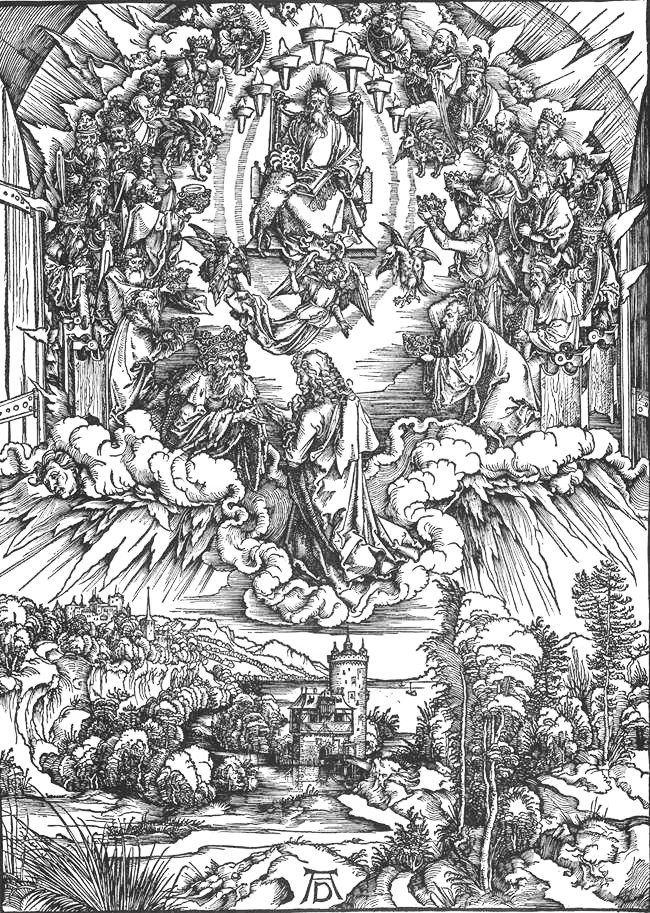
San Giovanni e i ventiquattro anziani nel cielo
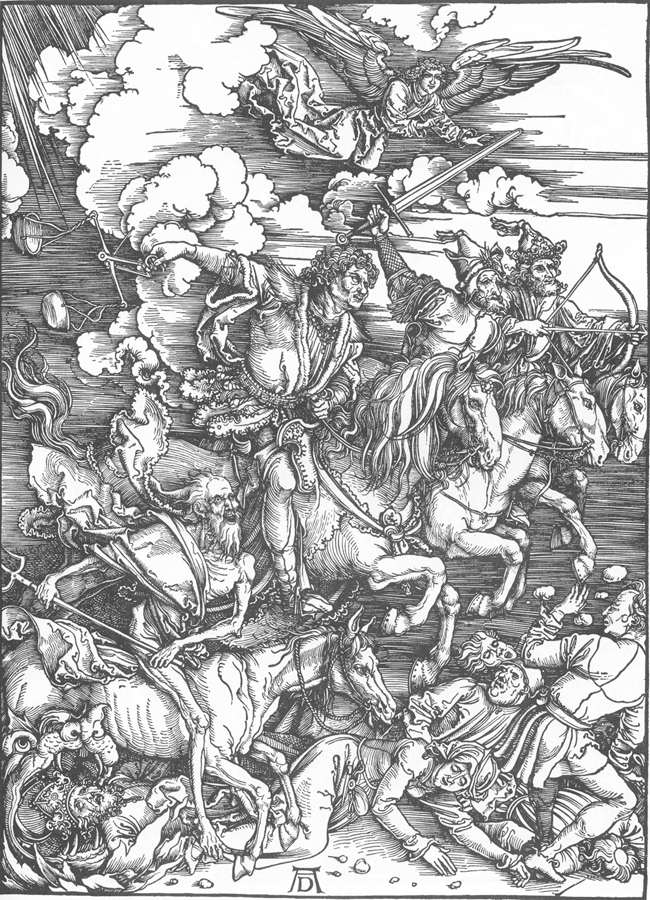
I quattro cavalieri dell'Apocalisse
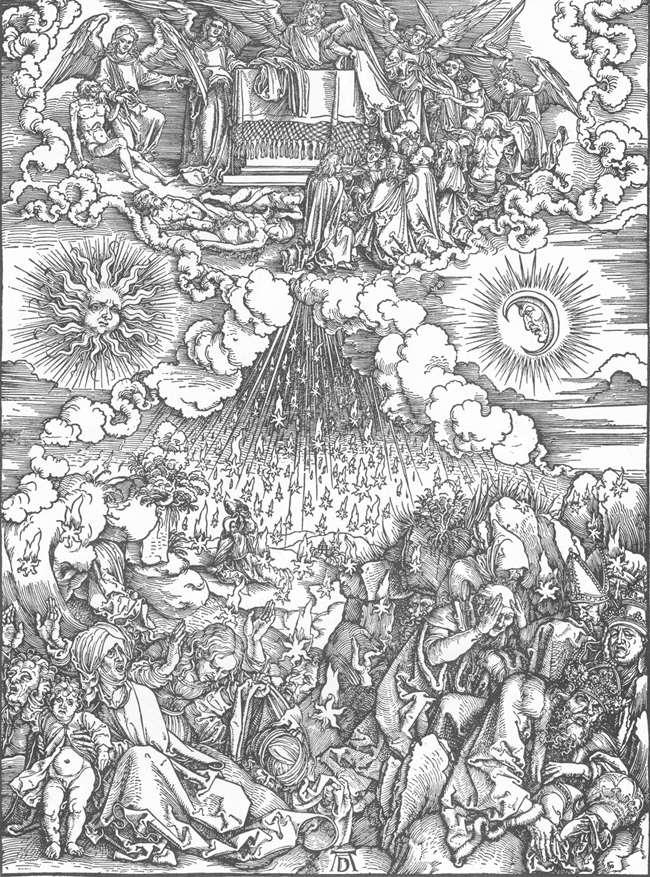
Apertura del quinto e sesto sigillo
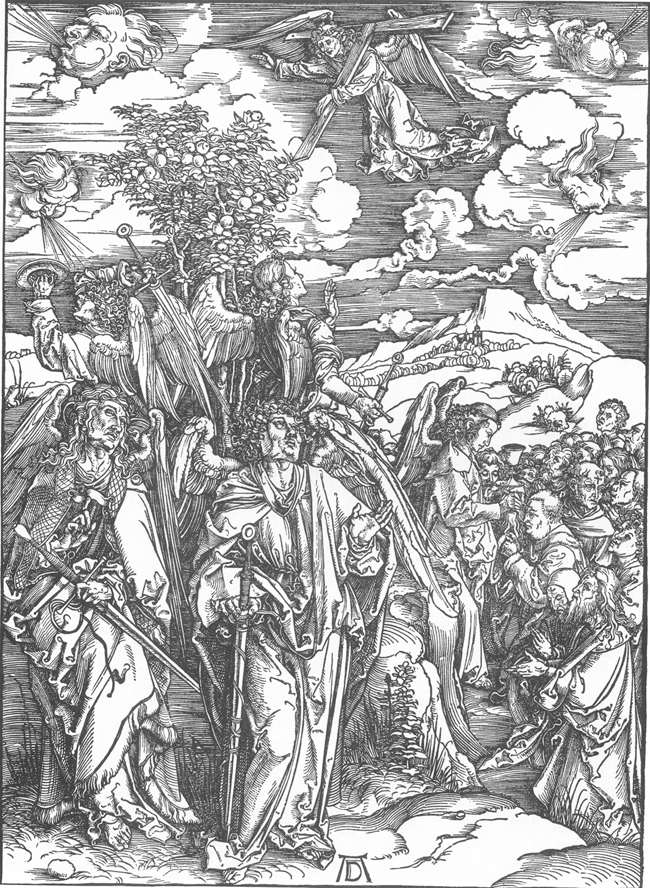
Quattro angeli dei venti e firma del Prescelto
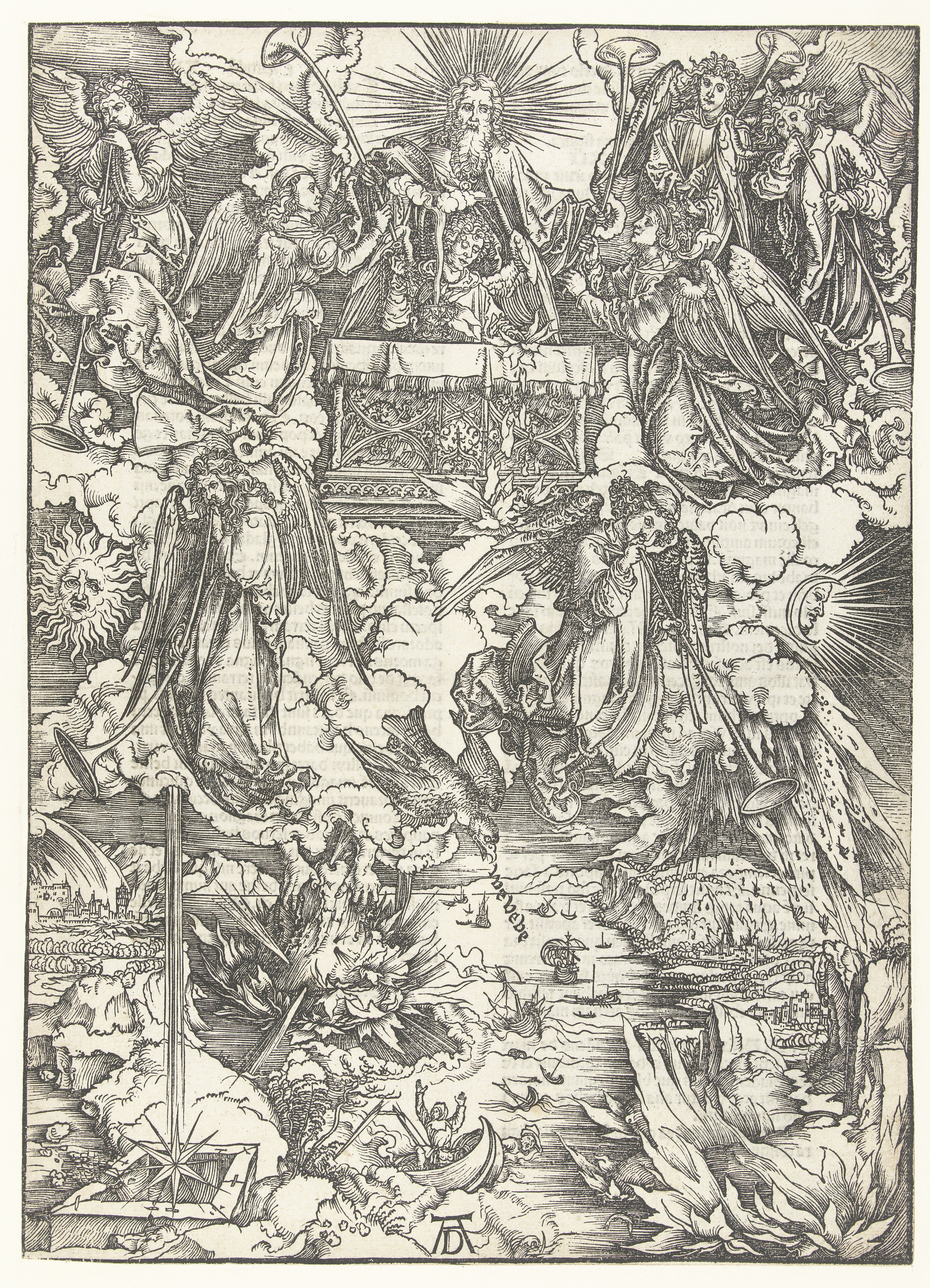
Sette trombe sono date agli angeli
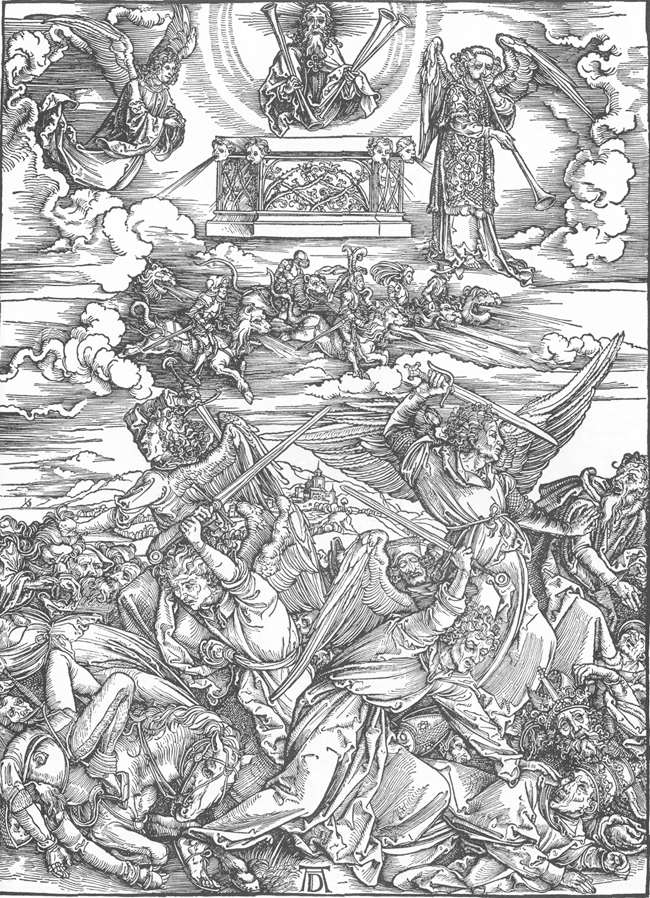
Battaglia degli Angeli
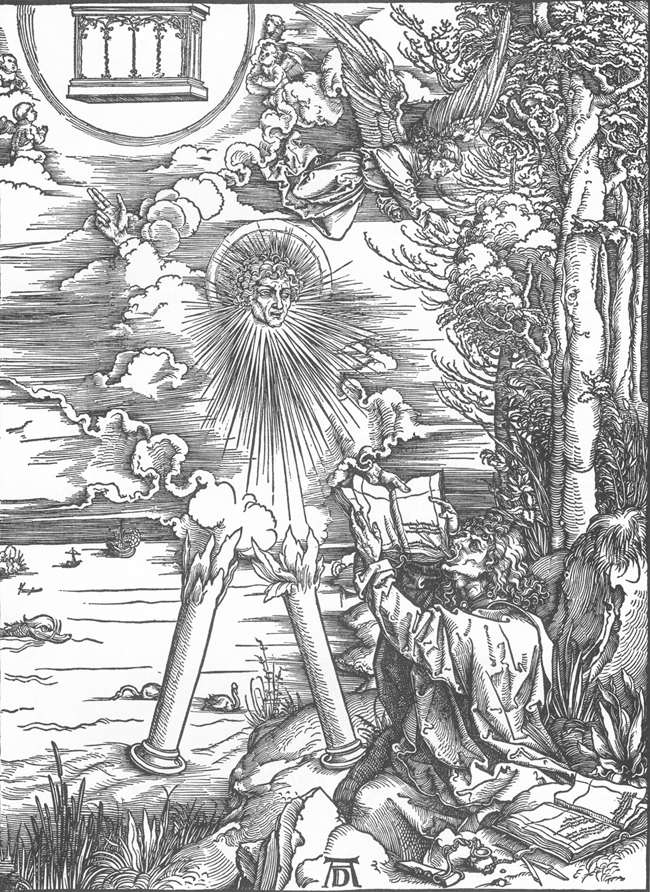
San Giovanni divora il libro
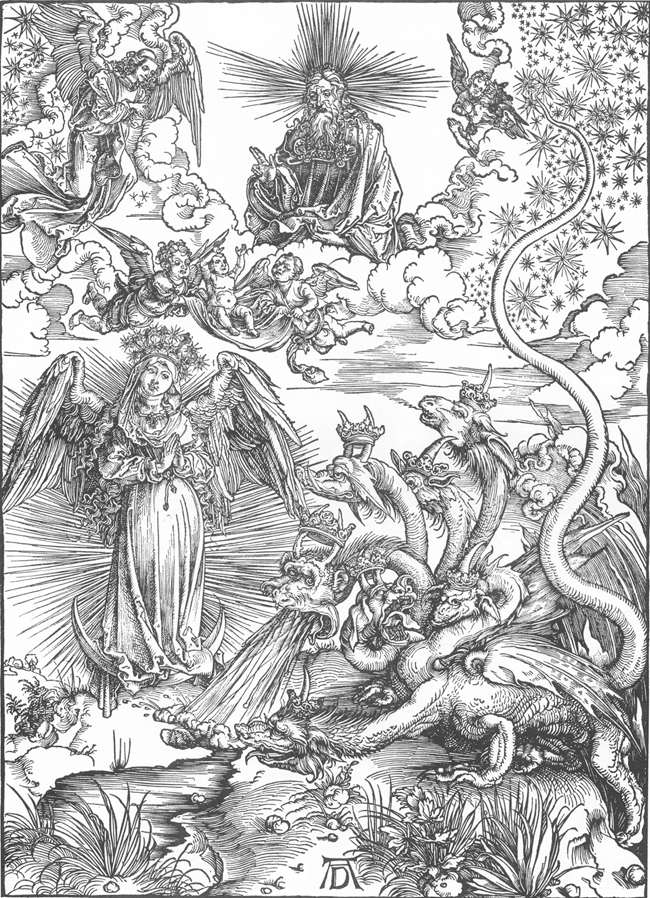
La donna, vestita di luce, e il drago a sette teste
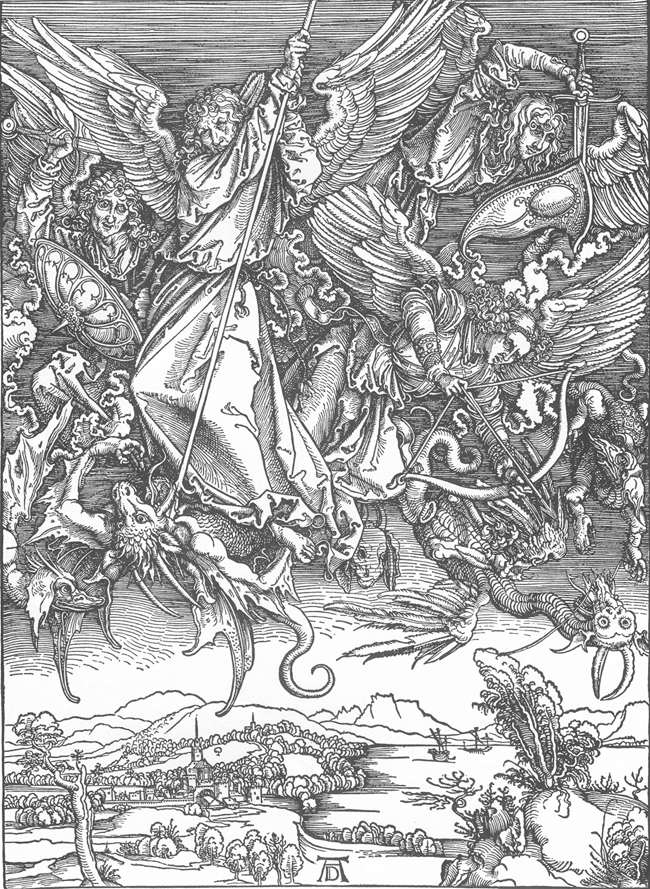
San Michele combatte il drago
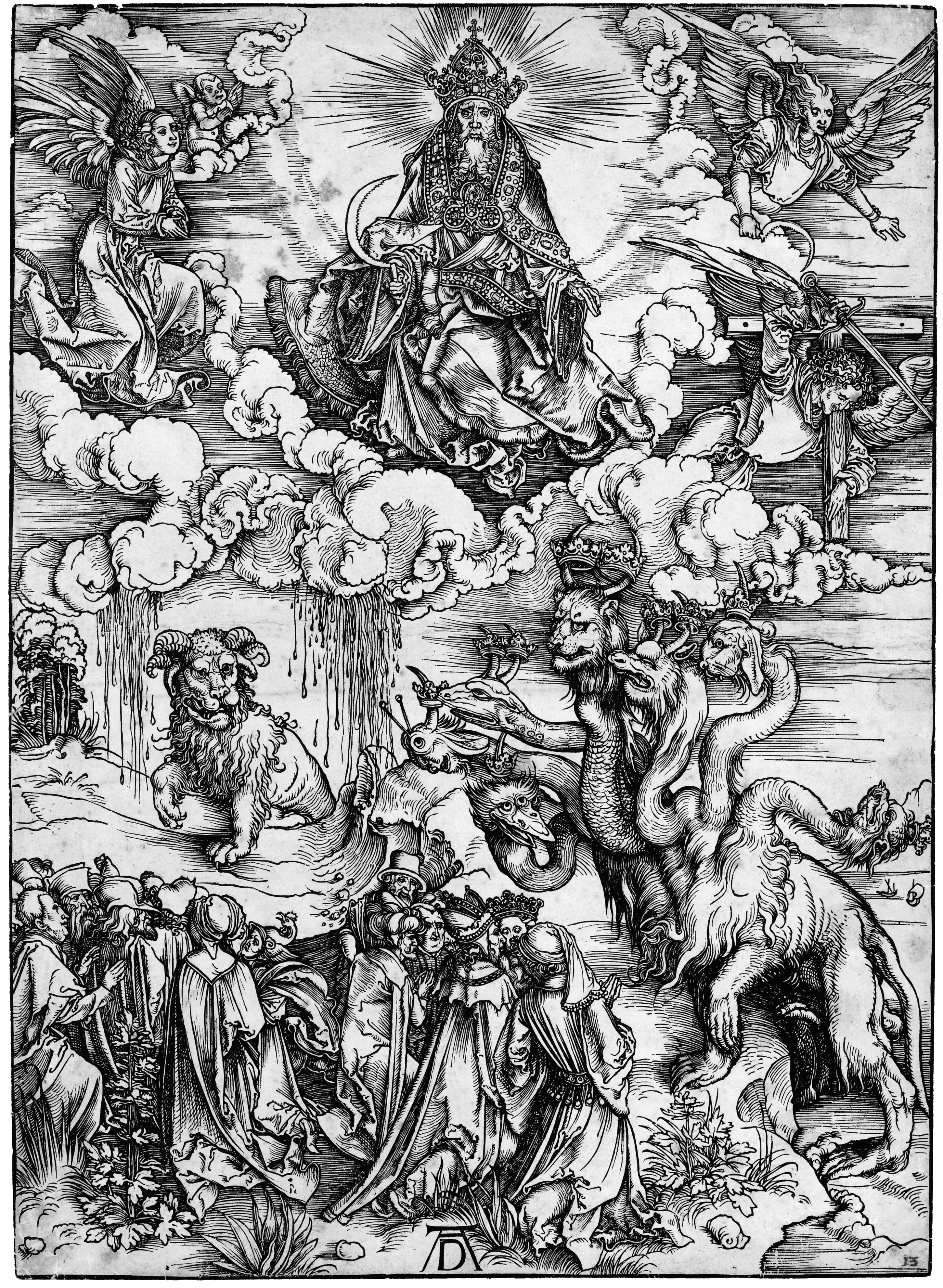
Il mostro marino e la Bestia con il corno dell'agnello
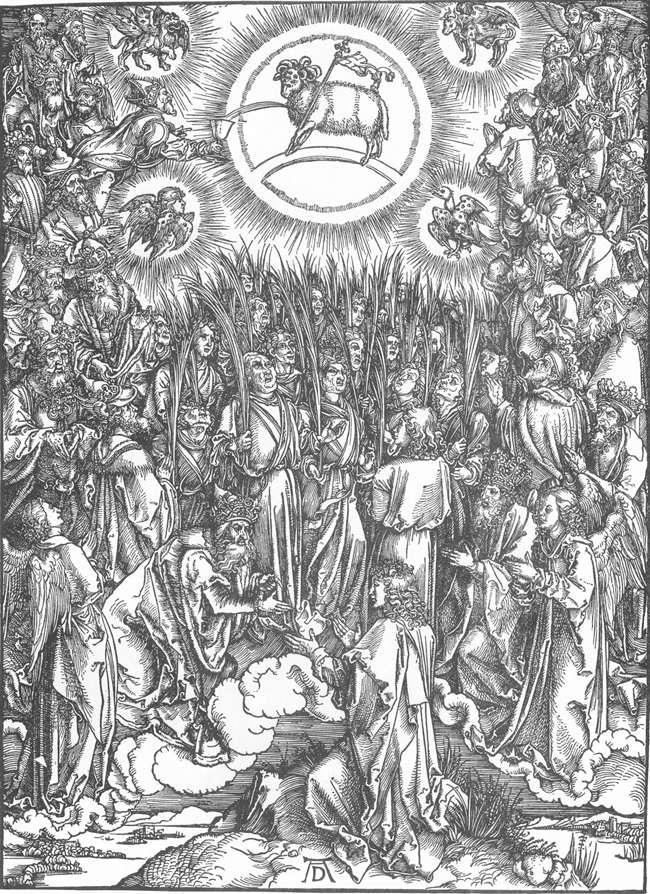
Adorazione dell'agnello e inno degli eletti
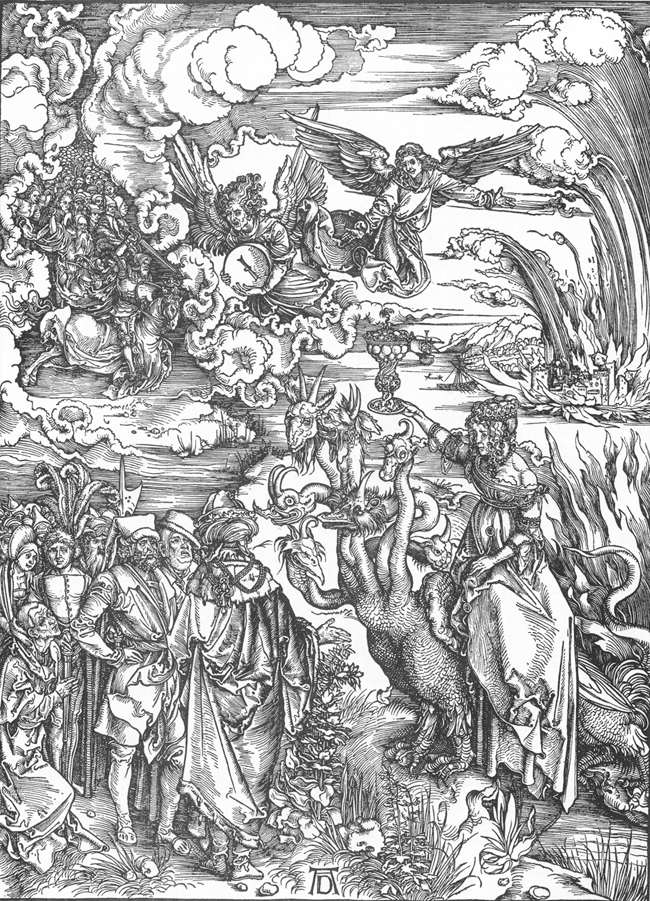
Prostituta di Babilonia
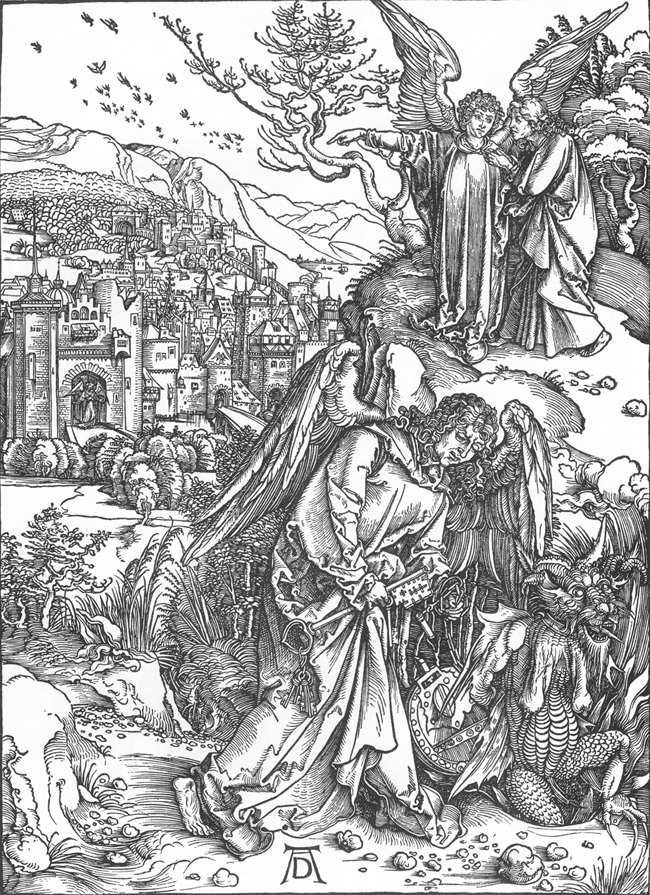
Angelo con la chiave del pozzo senza fondo

## Descrizione e stile

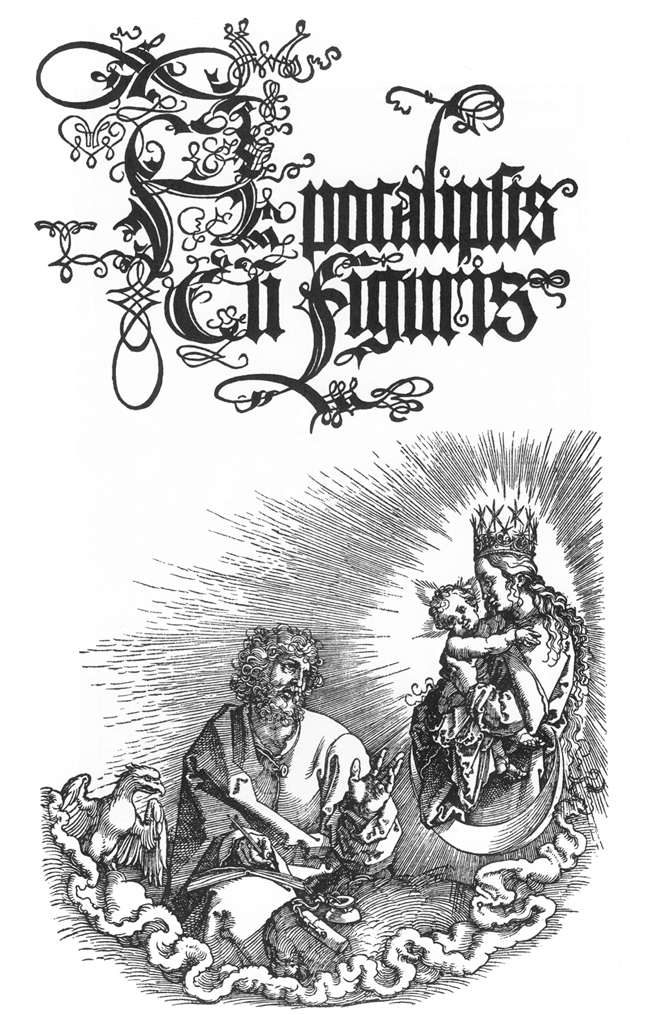
Frontespizio del 1511

Dürer, anziché le consuete xilografie di formato orizzontale, scelse un grandioso formato verticale, e si staccò dallo stile del modello biblico, che presentava numerose figure di piccole dimensioni. Le figure delle sue composizioni sono invece poche e grandi. In tutto realizzò quindici xilografie, di cui la prima illustra il Martirio di san Giovanni e le altre i vari episodi dell'Apocalisse.
Esse rappresentano:
1. Martirio di san Giovanni
2. Visione di Cristo e dei sette candelabri
3. San Giovanni e i ventiquattro anziani nel cielo
4. I quattro cavalieri dell'Apocalisse
5. Apertura del quinto e sesto sigillo
6. Quattro angeli dei venti e firma del Prescelto
7. Sette trombe sono date agli angeli
8. Battaglia degli Angeli
9. San Giovanni divora il libro
10. La donna, vestita di luce, e il drago a sette teste
11. San Michele combatte il drago
12. Il mostro marino e la Bestia con il corno dell'agnello
13. Adorazione dell'agnello e inno degli eletti
14. Prostituta di Babilonia
15. Angelo con la chiave del pozzo senza fondo

Mai prima d'allora le visioni di san Giovanni erano state rappresentate in modo più drammatico che in queste xilografie, singolarmente concepite con un forte contrasto di bianco e nero. Dürer diede corporeità alle figure con un sistema graduale di tratteggi paralleli, che era già da tempo usato nell'incisione su rame. Nello sviluppo delle storie si assiste a un progressivo intensificarsi della sintesi, riuscendo far coesistere la visionarietà degli eventi narrati con un rispetto delle leggi naturalistiche che conferiscono alle figure una monumentalità di stampo classico.